# DSG International plc
DSG international plc (LSE DSGI, Dixons Store Group) és una companyia britànica i una de les minoristes d'electrònica de consum més grans en Europa. La companyia controla Dixons, Dixons Travel, Currys, Currys.digital, PC World i les botigues Electro World juntament amb altre marques per tot Europa incloent: Pixmania, Equanet i Advent Computers. El 2012 estava a la tercera posició en vendes entre els grups de minoristes internacionals, per darrere de Saturn i Euronics i per davant d'Expert i Darty.